# Castillo de Teayo (sito archeologico)
Castillo de Teayo è un sito archeologico precolombiano contenente una piramide mesoamericana, situato nella regione della Huasteca nel Veracruz settentrionale, in Messico. In età moderna si è sviluppato attorno alla piramide un omonimo insediamento da cui, in seguito, ha preso il nome il comune di Castillo de Teayo.

## Storia
Durante la sua occupazione, avvenuta tra il X ed il XII secolo, il sito era associato alla cultura huaxteca. A partire dal tardo periodo postclassico il sito subì una forte influenza azteca, e dalla metà del Quattrocento vi fu probabilmente stabilita una provincia coloniale nel corso dell'espansione Mexica.
Al centro del sito si trova una struttura a forma piramidale, alta 11,3 metri, in ottimo stato di conservazione. Sono degne di note le scale e la struttura sulla cima della piramide, probabilmente usata un tempo come tempio.
L'origine del nome Teayo è dubbia. Una possibilità è rappresentata dalla derivazione dalle radici dei termini nahuatl tetl (pietra) ed ayotl (tartaruga).  La piramide di Castillo de Teayo, ed una rappresentazione geografica della tartaruga in pietra, sono rappresentati sullo stemma comunale.
Alcuni reperti scavati in questo luogo sono ospitati, assieme a molte altre testimonianze delle civiltà precolombiane, nel piccolo museo del posto affiliato all'Instituto Nacional de Antropología e Historia.